# Phurba

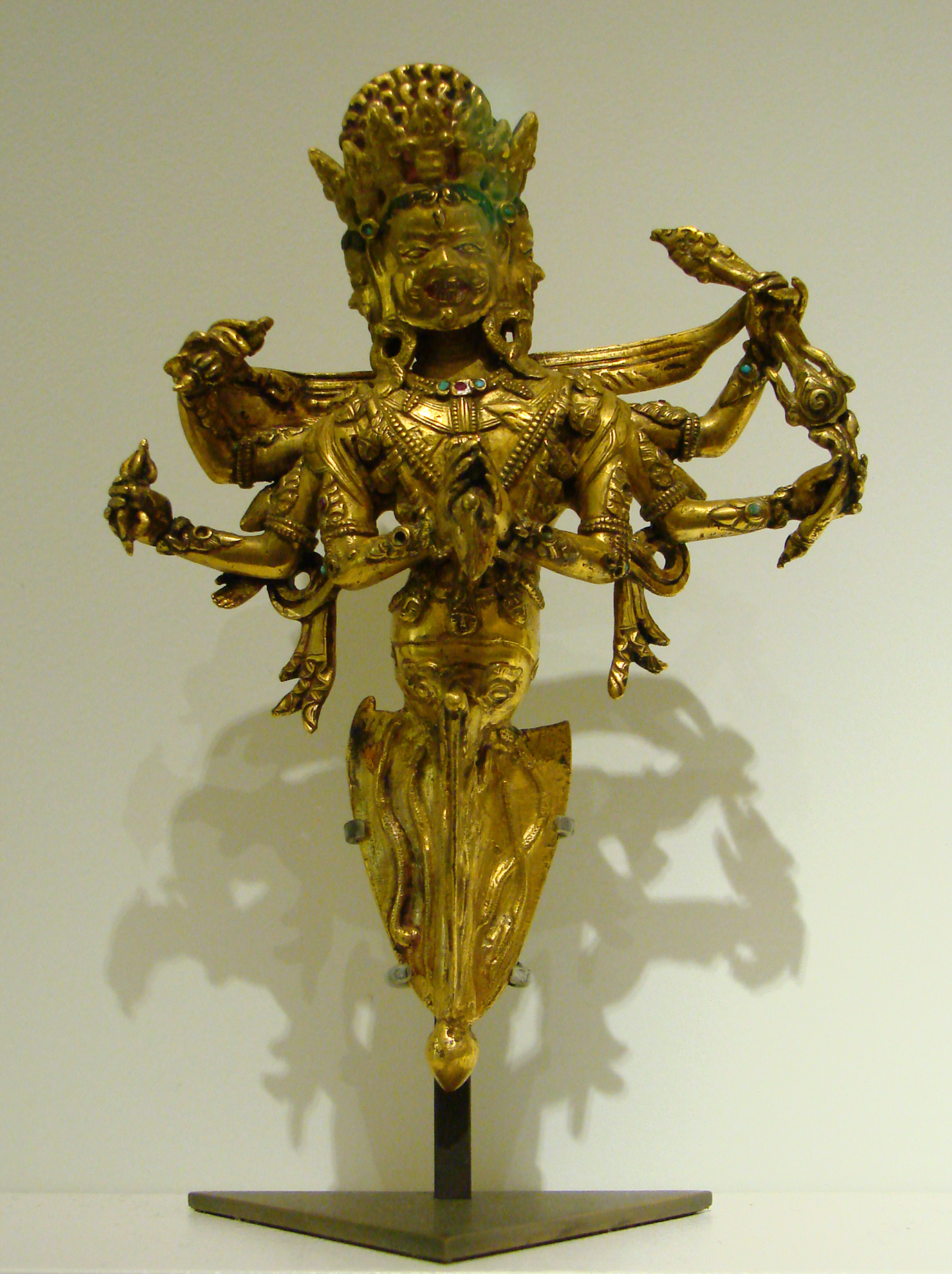
Personifizierter Vajrakila (Phurba), Tibet 16.–17. Jahrhundert (Museum Guimet)

Ein Phurba (Auch: phurpa, phurbu oder phurpu; Sanskrit: kila(ya)) ist ein dreiseitiger, einem Dolch oder Nagel ähnelnder Ritualgegenstand, der in schamanistischen Traditionen der Himalayaregion sowie im Buddhismus in Tibet und im Bön verwendet wird. Die mit dem Gegenstand assoziierte Gottheit beziehungsweise der Yidam wird Dorje Phurba oder Vajrakila(ya) genannt.

## Bedeutung
Der Phurba ist einer von vielen ikonografischen göttlichen Attributen (tib.:
phyag mtshan), die bei Vajrayana- und Hindugottheiten zu sehen sind. Wenn ein Phurba gesegnet und für den Gebrauch gebunden wird, gilt er als Nirmanakayaform des Dorje Phurba (tib.: ཕུར་པ། sprul pa) oder Vajrakilaya. Er wird entweder dazu verwendet, um damit in die Erde zu stechen, oder auch – wie es in den schamanistischen Traditionen des Himalaya üblich ist – senkrecht in einen Korb oder Behälter mit Reis bzw. anderem weichen Getreide (sofern der Phurba aus Holz ist). Hierbei stellt man sich den Phurba als Weltachse vor. Bei nepalesischen Schamanen ist eher die Vorstellung des Weltenbaums geläufig.
Eine besondere Rolle spielt der Phurba etwa bei der Kennzeichnung eines geeigneten Gebetsplatzes (vgl. Puja), wobei ihn aber nur eine in die Verwendung eingeweihte oder ermächtigte Person benutzen darf. Der energetische Aspekt ist dabei „kämpferisch, zornvoll, festnagelnd, durchbohrend“.
Besonders die hölzernen Phurbas werden des Weiteren in schamanischen Heilungsritualen eingesetzt. Die Form des Phurba findet sich im Handgriff der Stieltrommel Dhyangro, die in Ostnepal für solche Geistheilungen verwendet wird.
Häufig sind auf der Klinge eines Phurba zwei in sich verschlungene Nagas abgebildet, was an einen Äskulap- oder Hermesstab erinnert. Alle Energien, die unvereinbar und abgesondert erscheinen, sollen durch den Phurba vereint werden.

## Form und Herstellung

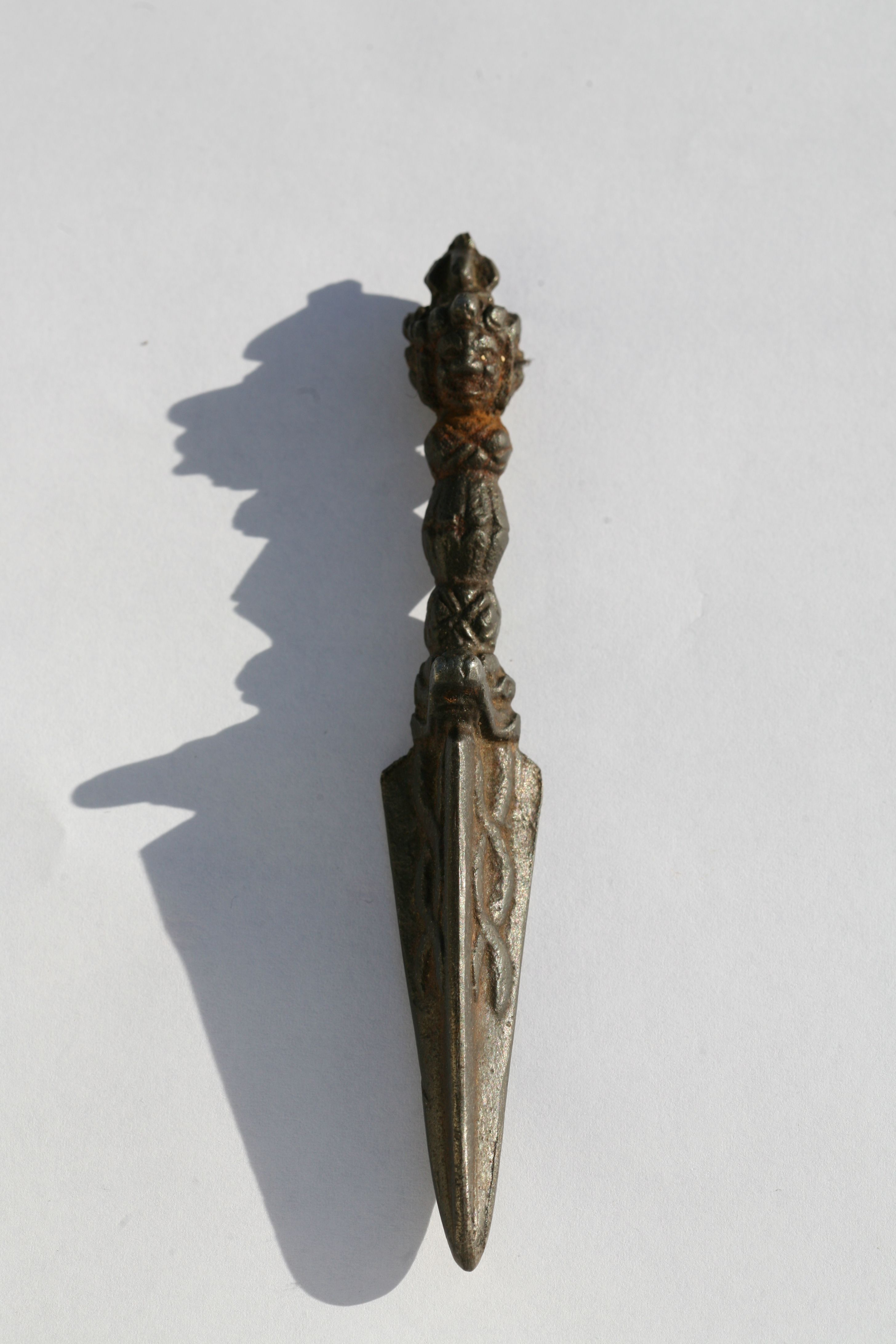
Phurba aus Tibet

Ein Phurba kann aus verschiedenen Materialien oder Materialkomponenten hergestellt sein. Darunter finden sich Holz, Metall, Ton, Knochen, Edelsteine, Horn und Kristall. Tibetische Phurbas werden wie die meisten tibetischen Werkzeuge oder Instrumente für gewöhnlich aus Messing, Eisen (im Speziellen auch Meteoriten-Eisen, tib.: gnam lcags) oder weniger häufig aus Kupfer hergestellt.
Der Knauf eines Phurba zeigt Dorje Phurba, häufig mit drei Gesichtern. Eines davon ist freudvoll, eines friedlich und eines zornig. Er kann durch einen Ashtamangalaschirm (tib.: gdugs; skt.: Chattra) oder eine Pilzmütze, einen Yidam wie beispielsweise Hayagriva, einen Schneelöwen, einen Chörten oder ähnliche Symbole abgeschirmt sein.
Der Griff sieht oft einem Vajra (siehe auch Dorje) beziehungsweise Web- oder Knüpfwerk ähnlich. Er enthält, wie der Knauf und die Klinge, immer auch ein dreieiniges Motiv. Die Klinge besteht für gewöhnlich aus drei dreieckigen Facetten oder Flächen, die sich an der Spitze treffen. Dies soll die Macht der Klinge, die drei Gifte transformieren zu können, symbolisieren.

## Verwendung
Als ein Werkzeug des Exorzismus soll ein Phurba dazu verwendet werden, Dämonen oder Gedankengebilde abzuwehren, so dass ihre Geistesströmung umgewandelt und die ihnen eigene geistige Verdunkelung (oder Verschleierung) beseitigt werden kann. Eine weitere Verwendung ist das Binden und Niederhalten „negativer Energien“ einer Entität, eines Gedankengebildes, einer Person oder der Projektion einer Personengruppe, um die Umgebung dadurch zu reinigen (Purification).
Dorje Phurba kann als die dem Phurba innewohnende zerstörerische (im Sinne einer Beendigung und Befreiung) Kraft gegen Gier (Tanha) (tib.: sred pa), Anhaftung (Upadana) (tib.: len pa) und Unwissenheit (Avidya) (tib.: ma rig pa) gesehen werden. Gier, Anhaftung und Unwissenheit sollen durch die drei Seiten der Klinge eines Phurba gebunden und durch die Spitze umgewandelt werden. Der Knauf eines Phurba kann vor dem Gebrauch gesegnet werden. Er sollte daher niemals als physische Waffe gesehen oder verwendet werden, sondern als ein spirituelles Hilfsmittel. Ein Beiname oder Epitheton des Phurba ist Diamantener Dolch der Leerheit.

## Kulturelle Bezüge
Um mit den Geistern und Dämonen der Erde, des Landes und des Ortes arbeiten zu können, haben die indigenen Völker der mongolisch-mandschurischen Steppe sie festgenagelt. Obwohl der Phurba zwar mit dem indischen Vajrakilaya assoziiert wird, hat er auch Bezug zu den Heringen der Zelte der Steppennomaden. Das In-die-Erde-Stechen mit einem Phurba kann mit dem Ritus einer Grundsteinlegung verglichen werden. Es ist eine alte schamanistische Idee, die in der ganzen Region weit verbreitet ist und im Bön und den Vajrayanatraditionen ebenso gefunden werden kann. Nach alten schamanistischen Mythen werden beispielsweise auch Berge als große Heringe angesehen, die die Erde an ihrem Platz halten sollen. Der Berg Amnye Machen soll (der Folklore zufolge) etwa eigens zu diesem Zweck aus einem anderen Land gebracht worden sein. Als eine Weiterentwicklung dieser Tradition können die Chörten (vgl. Steinmännchen) angesehen werden.

## Ikonografische Darstellung Dorje Phurbas

Phurba

Eine verbreitete Darstellung Dorje Phurbas (Vajrakilayas) als Einzelgestalt zeigt die Gottheit mit drei Köpfen, sechs Armen und vier Beinen. Seine drei rechten Hände mit Ausnahme der ersten Hand im Vordergrund halten Vajras mit fünf und neun Speichen. Die rechte Hand im Vordergrund wird mit offener Handfläche in einer Mudra dargestellt, als würde sie Segen gewähren. Seine drei linken Hände halten drei flammende wunscherfüllende Juwelen (vgl. Drei Juwelen), einen Dreizack und einen Phurba. Der Rücken Dorje Phurbas ist mit der frisch abgezogenen Haut eines Elefanten bedeckt – was Unwissenheit symbolisiert – deren Füße nach vorne zeigen. Quer über seiner Brust sieht man eine menschliche Haut, deren Hände auf seinem Bauch liegen. Er trägt eine Kette mit mehreren Köpfen, die daran an ihren Haaren aufgehängt sind. Ferner trägt er einen knielangen Lendenschurz und ist gegürtet mit einer Tigerhaut einschließlich Kopf, Klauen und Schwanz. Er trägt Nagaohrringe, Armreife und Fußschellen. Die Gesichter Dorje Phurbas sind rundlich und ziemlich klein, verglichen mit seinem Körper. Trotz seiner großen Fangzähne und seinen hervorquellenden Augen in seiner zornvollen Erscheinung wird er als gütig, wohlwollend und mildtätig betrachtet.
Viele Darstellungen zeigen Dorje Phurba auch als Yab-Yum mit seiner Gefährtin Diptacakra (tib. 'khor lo rgyas 'debs ma). Eine weitere Bezeichnung für Dorje Phurba ist Vajrakumara.

## Spiel und Film
- In dem japanischen Videospiel Suikoden wird ein Phurba als Waffe verwendet.
- In dem amerikanischen Actionfilm Shadow und der Fluch des Khan kommt ein Phurba als lebender Dolch vor.
- In der amerikanischen Komödie Auf der Suche nach dem goldenen Kind kommt ebenfalls ein stilisierter Phurba vor.
- Im Gangsterfilm Kurz und schmerzlos wird dem Hauptcharakter Gabriel ein Phurba als Glücksbringer geschenkt.
- In dem Playstation 3 Spiel Uncharted 2 ist ein Phurba der Schlüssel nach Shambhala (Königreich).